# Myx TV
Myx는 미국의 TV 채널이다.